# 샌드 페블즈
샌드 페블즈(Sand Pebbles)는 서울대학교 농업생명과학대학 소속 밴드 동아리이다. '모래와 자갈'이라는 뜻이며, 30년간 약 1천여 회의 공연을 하는 등 활발한 활동을 하고 있다.
샌드 페블즈는 그동안 현 45대 멤버들까지 231명의 멤버를 배출했다. 특이한 점은 대를 이어 활동한다는 의미로 기수별로 '기'를 쓰지 않고 '대'를 사용한다는 점이다. 6대 리더인 이영득 대구대 교수는 "대학 동아리가 이렇게 지속되며 공연하는 것도 드문 일"이라며 "멤버들 가운데 100% 연예인이 된 사람은 없고 교수·사장 등이 돼서 아마추어로 즐기고 있다는 점도 특이하다"고 말했다.
샌드 페블즈는 1대 장세권씨의 후원금 1억원을 시작으로 ‘샌드페블즈 장학금’도 운영하고 있다. 21대 멤버인 허진회 서울대 식물생산과학부 교수는 “후배들의 음악적 소양 및 리더십 함양을 위해 필요한 사업을 추진할 것”이라고 말했다. 현재 록페스티벌 관람, 학내외 리더십 프로그램 참가, 전문가 초빙 레슨 등을 하고 있다.

## 이력
샌드 페블즈 1대 멤버 중 윤장배의 제안으로 1970년에 창립이 되었으며, 1977년에 6대 멤버들이 제1회 MBC 대학가요제에 〈나 어떡해〉라는 곡으로 출전하여 대상을 받은 것으로 유명해졌다. 1977년 당시, 샌드 페블즈 (Sandpebbles) 서울대 그룹사운드 멤버는 이영득(기타), 김민수(베이스), 최광섭(키보드), 여병섭(보컬), 김영국(드럼), 이재환(스탭)이었다.
그 이후 1985년에 13대 멤버들이 유니세프 가요제에서 〈넌 영원한 소녀〉라는 곡으로 금상을 받았으며, 같은 해 롯데호텔 크리스탈 볼륨에서 15주년 기념공연을 했다. 1987년에는 장충단공원, 대학로, 광주광역시청 앞 광장에서 문화관광부가 주최했던 4개 대학 그룹 사운드 합동 공연을 했으며, 같은 해에 15대 멤버들이 〈내 슬픔에 웃는 너의 미소를〉이라는 노래로 제11회 MBC 대학가요제 본선에 진출하였다.
1989년에는 롯데호텔(크리스탈 볼룸)에서 창립 20주년 기념 대공연을 가졌으며, 1992년에 21대 멤버들이 〈너를 바라보는 건〉이라는 노래로 제16회 MBC 대학 가요제에서 동상을 받았다.
2001년에는 메사 팝콘 홀에서 창립 30주년 기념 대공연을 가졌고 2011년 11월 12일 서울대 문화관 대강당에서 창단 40주년 기념 콘서트를 열었고 2016년 11월 26일 서울대 대강당에서 45주년 기념공연을 열었다.

## 밴드 활동
밴드 활동은 1학년 한 해 동안만 할 수 있으며, 1학년이 끝나고 2학년이 되면 다음 기수에게 장비 등을 물려주고 학업으로 돌아가야 한다.

## 출신 인사들
- 주대명: 가톨릭대 교수, 1대 보컬
- 윤장배: 전북대 교수, 1대 베이스
- 정학상: 팜스코 대표, 1대 색소폰
- 장세권: 경우시스테크 대표이사, 1대 기타
- 이남묵: 중국 상하이 삼보자동차에어컨 회장, 1대 드럼
- 김동만: KBS 2TV TOP밴드(2011년 방송)에 출연했던 톡식의 기타리스트 김정우 아버지, 1대 기타
- 김병철: 고려대학교 18대 총장, 고대 설립자인 인촌 김성수의 손자다. 서울대학교 재학 시절 학생 밴드인 샌드페블즈 결성에 참여해 1대 매니저로 활동하였다.
- 이수만: 2대 보컬. 가수. SM엔터테인먼트 이사.
- 김창훈: 5대 베이스. 6대 멤버가 제1회 MBC 대학가요제에서 대상을 수상한 〈나 어떡해〉를 작사·작곡. 산울림 멤버.